# Santa Elena (Buenos Aires)
Santa Elena es una localidad del partido de Mar Chiquita, (cuya cabecera es Coronel Vidal) al centro sur de la provincia de Buenos Aires, Argentina.

## Población
El aglomerado Santa Clara del Mar incluye Santa Clara del Mar, Atlántida, Camet Norte, Frente Mar y las localidades de Santa Elena y Playa Dorada, siendo la población de 7,713 habitantes (Indec, 2010) y representando un incremento del 48% frente a los 5,204 habitantes (Indec, 2001) del censo anterior. Santa Elena contaba con 406 habitantes (Indec, 2001).